# 卡斯特里略德奥涅洛
卡斯特里略德奥涅洛，是西班牙卡斯蒂利亚-莱昂帕伦西亚省的一个市镇。 总面积40平方公里，总人口167人（2001年），人口密度4人/平方公里。